# Jan Olejniczak (plastyk)
Jan Olejniczak (ur. 23 października 1920 w Inowrocławiu, zm. 28 listopada 1994) – artysta plastyk, nauczyciel, profesor.

## Życiorys
Od dziecka zafascynowany był rysunkiem. Uczęszczał do Miejskiej Szkoły Wydziałowej, gdzie jego talent został zauważony przez nauczyciela zajęć plastycznych – Edwarda Kurzyńskiego. Studia artystyczne, rozpoczęte 1936 roku, przerwał wybuch II wojny światowej. We wrześniu 1939 roku przebywał w obozie dla zakładników w Inowrocławiu.
W latach 1940–1941 był zatrudniony w pracowni malarskiej M. Roszaka. Od 1943–1945 pracował jako robotnik fabryczny w D.W.M. (H. Cegielski) w Poznaniu. Od 1945 roku kontynuował studia. W 1947 ukończył studia artystyczne na Wydziale Grafiki Państwowej Wyższej Szkoły Sztuk Plastycznych ze specjalizacją grafika użytkowa.
Wraz z dyplomem otrzymał propozycję pozostania na uczelni w charakterze starszego asystenta z prawem egzaminatora. Dyplom studiów pedagogicznych otrzymał w ASP w Warszawie w 1958 r.
Od 1948–1980 związany był pracą pedagogiczną w szkolnictwie artystycznym. Współpracował z wieloma organizacjami i ośrodkami plastycznymi, służąc im radą i pomocą oraz swoim doświadczeniem. Stworzył wiele plakatów, znaków graficznych, datowników okolicznościowych. Zdobył liczne nagrody i wyróżnienia. Opracował założenia organizacyjne i programowe dla Wydziału Grafiki PWSSP w Poznaniu. Wprowadził do programu nauczania zagadnienia transpozycji dźwięku na środki plastyczne. Opracował program nauczania dla grupy przedmiotów zawodowo artystycznych. Programy nauczania zostały zatwierdzone przez COPSA i Ministerstwo Kultury i Sztuki do realizacji w liceach plastycznych. W 1972 otrzymał tytuł profesora.
Od końca lat sześćdziesiątych stale współpracował z DOPT Poznań. Zaprojektował ok. 700 datowników okolicznościowych. Pierwszy datownik okolicznościowy zaprojektował w 1964 r., ostatni w 1994 r. Za długotrwałą współpracę z resortem łączności w roku 1979 odznaczony Złotą Odznaką „Zasłużony Pracownik Łączności”.
W roku 1947 zawarł związek małżeński z Teodozją Kozłowską, absolwentką Wydziału Ceramiki Państwowego Instytutu Sztuk Plastycznych, która tak jak i on zajmowała się pracą artystyczną (projekty i realizacje ceramiki użytkowej). Dwie córki – Anna (1949), która ukończyła PWSSP w Poznaniu i po przejściu prof. Olejniczaka na emeryturę, kontynuowała jego pracę jako pedagog w LSP; Krystyna (1954) – wykształcona przez rodziców w kierunku muzycznym. Miał troje wnucząt, a w kwietniu 1994 roku został pradziadkiem. Zmarł 28 listopada 1994 roku. Został pochowany na cmentarzu Górczyńskim w Poznaniu.

## Nagrody i odznaczenia
- I nagroda za plakat „Dni Poznania” – 1953
- I, II i III nagroda za plakaty „Przegląd Filmów Polskich 1944–1954” – 1954
- II nagroda za plakat „VII Festiwal Filmów Radzieckich” – 1954
- II nagroda za projekt Odznaki Honorowej Miasta Poznania – 1956
- I nagroda za projekt znaczka pocztowego „XXVI MTP” – 1957
- III nagroda za plakat na XV-lecie Wojska Polskiego – 1958
- I i II nagroda za ekslibris Biblioteki im. E. Raczyńskiego w Poznaniu – 1959
- l nagroda za plakat „XXXI Międzynarodowe Targi Poznańskie” – 1961
- II nagroda za plakat „XX-lecie PPR w Wielkopolsce” – 1961
- Złoty Krzyż Zasługi – 1963
- I nagroda za plakat „20-lecie PRL w twórczości plastycznej” – 1964
- Nagroda Wydawnictwa Artystyczno-Graficznego w Poznaniu „za wysokie walory zrealizowanych prac graficznych” – 1967
- Odznaka Honorowa Miasta Poznania – 1967
- II nagroda za plakat na 25-lecie PRL – 1969
- II nagroda za plakat „Międzynarodowe Konkursy Muzyczne im H. Wieniawskiego” – 1970
- Honorowa Złota Odznaka Polskiego Zawiązku Filatelistów – 1971
- III nagroda za opracowanie plastyczne pasaży Ronda Kopernika w Poznaniu w 1972
- III nagroda za plakat „Światowa Wystawa Filatelistyczna Polska 73” – 1972
- Nagroda I stopnia Ministra Oświaty i Wychowania „za wybitne osiągnięcia pedagogiczne w szkolnictwie artystycznym” – 1973
- II nagroda za projekt godła Centralnych Dożynek w Poznaniu – 1974
- l nagroda w ogólnopolskim konkursie propagandy wizualnej (praca zespołowa: J. Bąk, M. Skrobacki, J. Olejniczak) Zielona Góra – 1975
- Odznaka honorowa „Za Zasługi w Rozwoju Województwa Poznańskiego” – 1975
- Złota Odznaka „Zasłużony Pracownik Łączności” – 1979
- Krzyż Kawalerski Orderu Odrodzenia Polski – 1980
- Nagroda I stopnia Ministra Oświaty i Wychowania „za wybitne osiągnięcia pedagogiczne w szkolnictwie artystycznym” – 1980
- Nagroda Miasta Poznania w dziedzinie kultury i sztuki – 1986

## Twórczość

### Znaki graficzne
- Targi Krajowe, Poznań
- Międzynarodowy Salon Sprzętu Muzycznego „Intersonic”
- MTP CPLiA Oddział Chałupnictwa, Poznań
- Wojewódzkie Przedsiębiorstwo Turystyczne „Przemysław”
- Wojewódzki Szpital Dziecięcy im. B. Krysiewicza, Poznań
- Międzynarodowy Salon Rolnictwa „Agrotechnika”, MTP
- Swarzędzkie Fabryki Mebli, Swarzędz
- Międzynarodowy Salon Sprzętu i Środków Dla Wypoczynku
- „Rekreacja”, MTP
- Zjednoczenie Przemysłu Taboru Kolejowego „Tasko”, Poznań
- Międzynarodowy Salon maszyn i narzędzi do obróbki drewna
- „Derma”, MTP
- Fabryka Wagonów w Świdnicy, Świdnica
- Świdnicka Fabryka Mebli, Świdnica
- Harcerski Teatr Lalek „Zielony Płomień”
- Międzynarodowa Wystawa Filatelistyczna „Tematica 68”
- Krajowa Wystawa Filatelistyczna
- „Lotnictwo – Poznań 1968”, Poznań
- Międzynarodowe Targi Ekologiczne „Poleko”, Poznań
- Ogólnopolska Wystawa Filatelistyczna „Poznań 87”
- Wielkopolskie Stowarzyszenie Kupców, Poznań
- Zakład Odlewnictwa Politechniki Poznańskiej
- Międzynarodowe Targi Budownictwa „Budma”, MTP
- Międzynarodowe Targi Poznańskie
- Biuro Usług Technicznych „JPC” w Poznaniu

### Exlibris
Prof. Jan Olejniczak zaprojektował ok. 20 exlibrisów, m.in.:
- Exlibris P. Michałowskiego,
- Exlibris F. Wagner,
- Exlibris Natalii Maliszewskiej,
- Exlibris Tomasza Kapturskiego,
- Exlibris Domowej Biblioteki – M. E. Cichy,
- Muzeum Instrumentów Muzycznych w Poznaniu,
- Muzeum Narodowego w Poznaniu,
- Miejskiej Biblioteki Publicznej im E. Raczyńskiego,
- Muzeum byłego obozu karno-śledczego w Żabikowie.

### Plakaty
- Dni Poznania 1953
- Przegląd Filmów Polskich 1944–1954
- VII Festiwal Filmów Radzieckich 1954
- Wystawa Prac Grupy R-55 1956
- XV lecie Wojska Polskiego 1958
- Odsłonięcie pomnika A. Mickiewicza w Poznaniu 1960
- Międzynarodowe Targi Poznańskie 1961
- Międzynarodowa Wystawa Filatelistyczna, Warszawa 1962
- Targi Krajowe w Poznaniu – plakaty od 1958 do 1988
- H. Cegielski Poznań Poland 1966
- Międzynarodowe Konkursy Muzyczne im. H. Wieniawskiego 1970
- Światowa Wystawa Filatelistyczna „Polska” 73 1973
- Plakat reklamowy „Skórimpex” Poznań 1975
- Plakat reklamowy „Contart 75” Poznań 1975

## Dorobek wystawienniczy
- Wystawa plastyków, Inowrocław, 1945.
- Wystawa AW i SD okręgu poznańskiego ZPAP, Poznań, 1953.
- Pierwsza Ogólnopolska Wystawa Plakatu, Warszawa, 1953.
- Druga Ogólnopolska Wystawa Plakatu, Warszawa, 1955.
- Wystawa ekslibrisu polskiego XVI – XX w., Gdańsk, 1957.
- Salon Wiosenny ZPAP w Poznaniu, Poznań, 1958.
- Wystawa „Ekslibrisy wielkopolskie”, Poznań, 1958.
- Wystawa „Wnętrze i grafika”, Poznań, 1960.
- Polskie Dzieło Plastyczne w XV-lecie PRL, Warszawa, 1961.
- „Architektura i grafika wystawiennicza”, Poznań, 1963
- I Ogólnopolskie Biennale Plakatu, Katowice, 1965.
- „Motyw muzyczny w ekslibrisie polskim”, Poznań, 1966.
- „Poznańska grafika użytkowa 1945–1966”, Poznań, 1967.
- Wystawa „Poznańska grafika”, Brno, Czechosłowacja, 1967.
- II Ogólnopolskie Biennale Plakatu, Katowice, 1967.
- Międzynarodowa wystawa ekslibrisu muzycznego, Poznań, 1967.
- Pierwsza ogólnopolska wystawa znaków graficznych, Warszawa,1969.
- IV Ogólnopolskie Biennale Plakatu, Katowice, 1971.
- „Grafika okręgu poznańskiego ZPAP”, Bydgoszcz, 1972.
- Wystawa okręgu poznańskiego ZPAP, Plovdiv, 1974.
- Plastyka poznańska w Panoramie XXX-lecia, Warszawa, 1975.
- Wystawa plakatu poznańskiego, Kraków, 1975.
- Wystawa „Poznańscy laureaci nagród i konkursów ogólnopolskich”, Poznań BWA, 1980.
- III wystawa projektów znaków pocztowych, Wrocław, 1984.
- Grafika i wystawiennictwo, Poznań BWA 1985
- Światowa  Wystawa Filatelistyczna „Polska 93”, Poznań, 1993